# 马耶讷
马耶讷（法語：Mayenne，法語：[majɛn] ⓘ），法国西北部城市，卢瓦尔河地区大区马耶讷省的一个市镇，同时也是该省的一个副省会，下辖马耶讷区，其市镇面积为19.88平方公里，2022年1月1日时人口数量为12,854人，是该省人口第三多的市镇，在法国城市中排名第759位。
马耶讷位于马耶讷省北部，马耶讷河两岸，是一个区域性的中心城市和公路枢纽。马耶讷是法国唯一一个与所在省同名的副省会，因其市中心的城堡而闻名。

## 地名来源

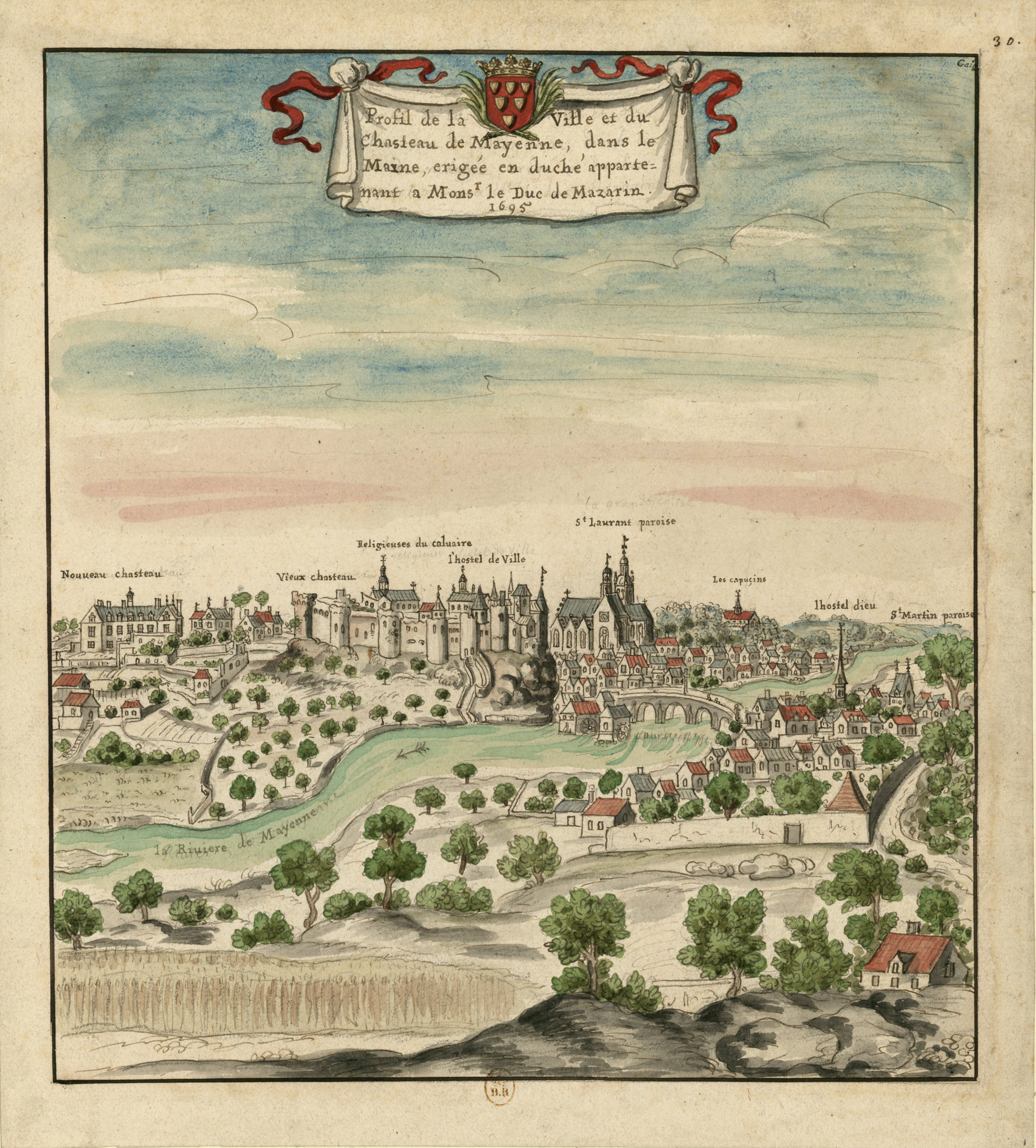
17世纪末的马耶讷（绘画）

“马耶讷”一名的确切来源尚存在争议，法国历史学家埃内斯特·内格尔认为该名称来源于拉丁语单词“madere”，意为“浸润”，可能与马耶讷河的水文现象有关。

## 历史
古典时期，一支高卢部落——迪亚布兰特人活动于此，其定都于今马耶讷市区南部。罗马人入侵后，一条南北走向的大道由此通过。中世纪初，马耶讷河流域成为曼恩行省的一部分。公元8世纪时，当地的一名贵族在马耶讷河畔修建了家族宅邸，此后逐渐扩张成为城堡。此后，城堡附近又出现了一处为纪念图尔的马丁而修建的天主教堂，此后，教堂与城堡附近出现了居民聚落，成为了马耶讷的城市前身。中世纪中期，诺曼人占领诺曼底地区并建立公国，马耶讷成为一座边境城市。诺曼底公爵威廉一世曾于1063年占领并烧毁了马耶讷城堡。13世纪时，马耶讷城堡被布卢瓦伯爵继承，并被其进行了大规模的扩张与装饰。英法百年战争期间，英格兰军队曾多次占领城堡。宗教战争期间，夏尔·德·吉斯获得马耶讷伯爵爵位，马耶讷成为了天主教的重要势力据点，多次遭到胡格诺派军队的占领。1605年，马耶讷出现了一处方济嘉布遣会教堂。17世纪中期，马耶讷一度出现财政困难，在马扎然和柯尔贝尔的支持下，马耶讷获得了新一轮的城市建设发展。法国大革命后，马耶讷成为马耶讷省的一个市镇，同时也是该省的一个地区行署，1800年起成为副省会。工业革命期间，连接卡昂和拉瓦勒之间的铁路线建成运营，该铁路经过马耶讷并在此连接多条地方铁路。20世纪中期以后，因公路的发展，马耶讷附近的所有铁路均已关闭并废弃。

## 地理

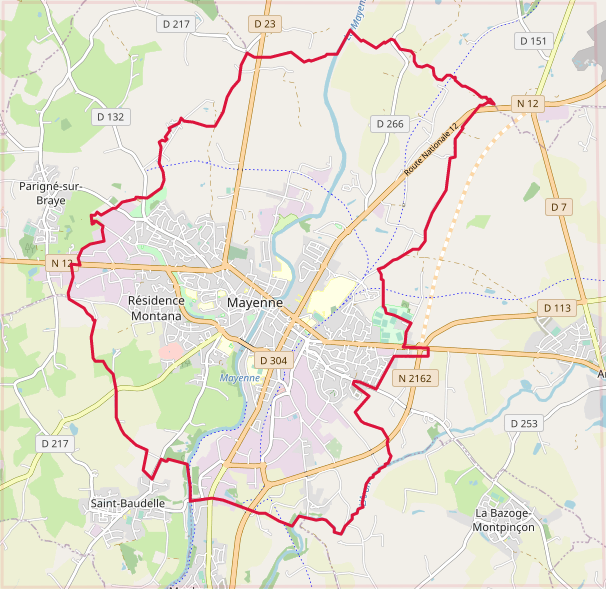
马耶讷市镇范围地图

马耶讷位于法国西北部，卢瓦尔河地区大区北部和马耶讷省北部，距离省会拉瓦勒大约30公里。与马耶讷接壤的市镇包括：拉艾特拉韦赛讷、阿龙、拉巴佐日蒙潘松、穆莱、布赖河畔帕里涅、圣博代勒、圣弗兰博-德普里耶尔。

### 地形
马耶讷位于马耶讷河谷之中，境内以浅丘为主，地形自马耶讷河向东西两侧逐渐抬升，全境海拔在82到159米之间。

### 水文
马耶讷河干流自北向南流经马耶讷市区，该河是曼恩河的支流，属于卢瓦尔河水系。

### 植被
马耶讷属于温带落叶林区，林地主要分布于河流两岸及市区西部的“孟戴斯·弗朗斯湖”（Plan d'eau Mendès France）等，均常年免费向公众开放。
在鲜花城市的评比中，马耶讷被评为3星级鲜花城市。

### 气候
马耶讷在柯本气候分类法中属于温带海洋性气候。
马耶讷境内设有气象站，以下为该气象站的数据（其中日照数据取自拉瓦勒）：
| 马耶讷1981年－2019年 | 马耶讷1981年－2019年 | 马耶讷1981年－2019年 | 马耶讷1981年－2019年 | 马耶讷1981年－2019年 | 马耶讷1981年－2019年 | 马耶讷1981年－2019年 | 马耶讷1981年－2019年 | 马耶讷1981年－2019年 | 马耶讷1981年－2019年 | 马耶讷1981年－2019年 | 马耶讷1981年－2019年 | 马耶讷1981年－2019年 | 马耶讷1981年－2019年 |
| 月份                 | 1月                  | 2月                  | 3月                  | 4月                  | 5月                  | 6月                  | 7月                  | 8月                  | 9月                  | 10月                 | 11月                 | 12月                 | 全年                 |
| -------------------- | -------------------- | -------------------- | -------------------- | -------------------- | -------------------- | -------------------- | -------------------- | -------------------- | -------------------- | -------------------- | -------------------- | -------------------- | -------------------- |
| 历史最高温 °C（°F）  | 16 (61)              | 20 (68)              | 23.1 (73.6)          | 29.3 (84.7)          | 31.1 (88.0)          | 37.2 (99.0)          | 37.9 (100.2)         | 37 (99)              | 34 (93)              | 29 (84)              | 22 (72)              | 16 (61)              | 37.9 (100.2)         |
| 平均高温 °C（°F）    | 7.6 (45.7)           | 8.7 (47.7)           | 12 (54)              | 14.7 (58.5)          | 18.4 (65.1)          | 21.8 (71.2)          | 23.9 (75.0)          | 23.9 (75.0)          | 20.8 (69.4)          | 16.2 (61.2)          | 11.1 (52.0)          | 7.9 (46.2)           | 15.6 (60.1)          |
| 日均气温 °C（°F）    | 4.8 (40.6)           | 5.2 (41.4)           | 7.7 (45.9)           | 9.8 (49.6)           | 13.5 (56.3)          | 16.5 (61.7)          | 18.5 (65.3)          | 18.4 (65.1)          | 15.6 (60.1)          | 12.2 (54.0)          | 7.8 (46.0)           | 5.1 (41.2)           | 11.3 (52.3)          |
| 平均低温 °C（°F）    | 1.9 (35.4)           | 1.7 (35.1)           | 3.5 (38.3)           | 4.9 (40.8)           | 8.5 (47.3)           | 11.2 (52.2)          | 13 (55)              | 12.8 (55.0)          | 10.4 (50.7)          | 8.1 (46.6)           | 4.5 (40.1)           | 2.3 (36.1)           | 6.9 (44.4)           |
| 历史最低温 °C（°F）  | −15 (5)              | −12 (10)             | −8 (18)              | −4 (25)              | −2 (28)              | 1.5 (34.7)           | 3 (37)               | 2.9 (37.2)           | 0 (32)               | −4 (25)              | −7.5 (18.5)          | −14 (7)              | −15 (5)              |
| 平均降水量 mm（）    | 86.2 (3.39)          | 66.7 (2.63)          | 66.2 (2.61)          | 55.2 (2.17)          | 76.8 (3.02)          | 49.9 (1.96)          | 58.5 (2.30)          | 44 (1.7)             | 69.4 (2.73)          | 86.2 (3.39)          | 81.1 (3.19)          | 89.2 (3.51)          | 829.4 (32.65)        |
| 月均日照時數         | 63.4                 | 85.5                 | 125.3                | 151.5                | 197.2                | 214.2                | 207.6                | 216.9                | 164.5                | 105.2                | 69.2                 | 54.9                 | 1,655.4              |
| 来源：infoclimat.fr  |                      |                      |                      |                      |                      |                      |                      |                      |                      |                      |                      |                      |                      |

## 行政区划
马耶讷是法国卢瓦尔河地区大区马耶讷省的一个市镇，编号为53147，它也是马耶讷省的一个副省会。马耶讷下辖马耶讷区，隶属于马耶讷省第三选区，管理马耶讷县，同时也是马耶讷市镇公共社区的办公驻地。
马耶讷市镇被划为4个街区（东北、东南、西北、西南），并实行街区自治制度。
法国国家统计与经济研究所（简称）在进行数据统计时，将马耶讷及相邻的另外3个市镇设为马耶讷城市核心区，并将包括核心区在内的周边共16个市镇划为马耶讷城市区。自2020年起，马耶讷城市区被包含27个市镇的马耶讷城市辐射区代替。同时，还将马耶讷市镇分为了7个“块区”（IRIS），以便于统计人口分布情况。

## 交通

### 公路
法国国道N12线和多条马耶讷省省道在马耶讷境内交汇。卢瓦尔河地区大区下属的城际客运提供多条长途巴士线路：
- 102线：马耶讷 ↔ 拉瓦勒
- 110线：马耶讷 ↔ 拉赛堡
- 111线：马耶讷 ↔ 圣乔治比塔旺 ↔ 戈龙
- 112线：马耶讷 ↔ 瑞布兰 ↔ 埃夫龙
- 116线：马耶讷 ↔ 埃尔内 ↔ 朗迪维
- 117线：马耶讷 ↔ 昂布里耶尔莱瓦莱

2017年，75.2%的马耶讷家庭拥有至少一辆的私人汽车。2019年，马耶讷境内共发生各类交通事故5起，造成6人受伤。

### 铁路

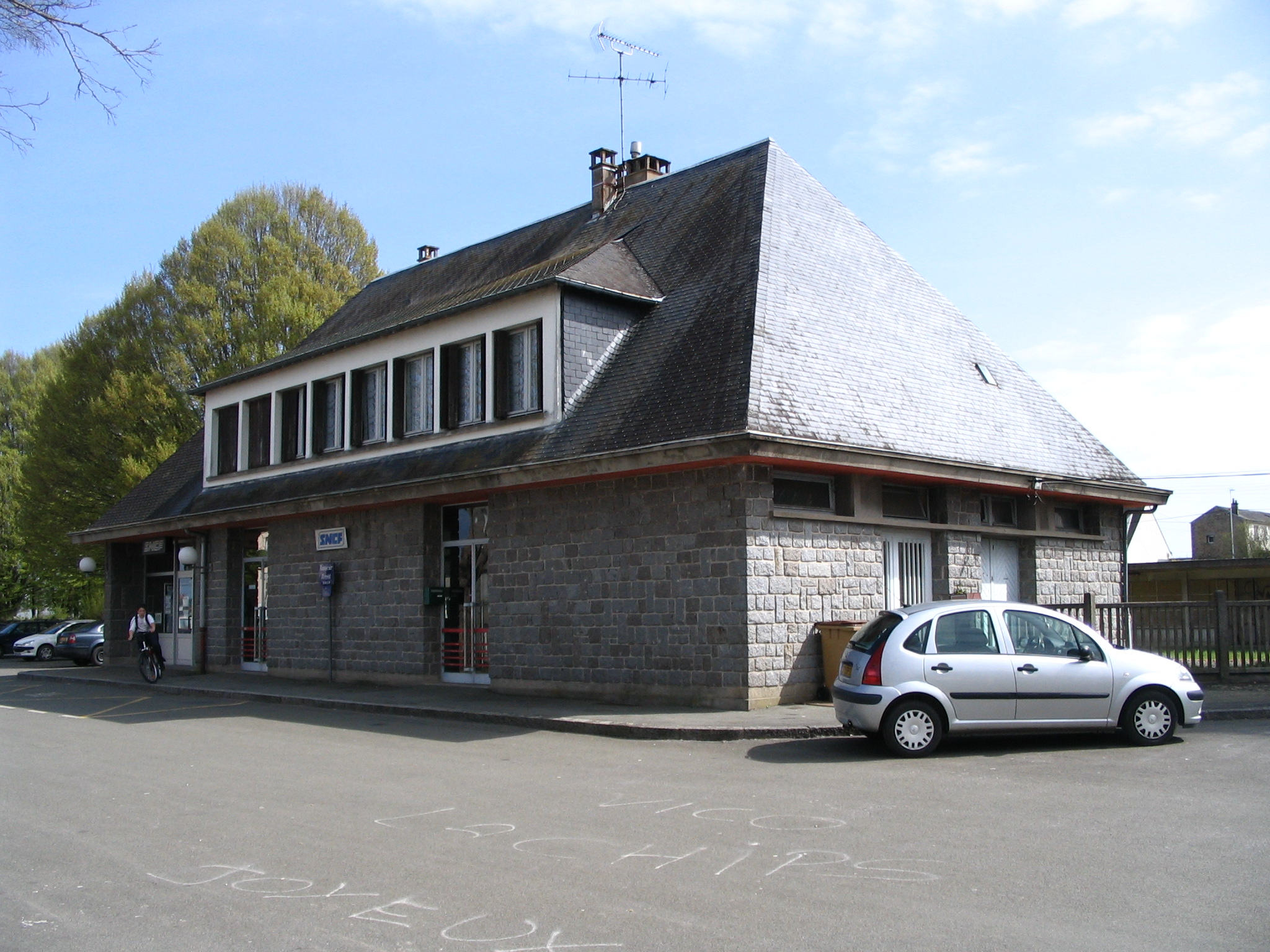
马耶讷火车站旧址

马耶讷位于拉沙佩勒昂特奈斯－弗莱尔铁路、普雷昂帕伊－马耶讷铁路和马耶讷－拉塞勒昂吕特雷铁路的交汇处，三条铁路均已关闭。距离马耶讷最近的运营中的铁路客运车站为拉瓦勒站，距离马耶讷市区大约29公里，该站每天停靠数班直达巴黎及雷恩的高速列车。

### 航空
距离马耶讷最近的民用航空站为雷恩机场，距离马耶讷市中心的公路里程约103公里。

### 城市公共交通
马耶讷城市公共交通（商业名称为）是当地的城市公共交通系统，由马耶讷市政府提供，免费向公众开放。截至2021年4月，该系统共包括2条公交线路，路网覆盖了马耶讷市区内的主要街道和居民区。

## 政治

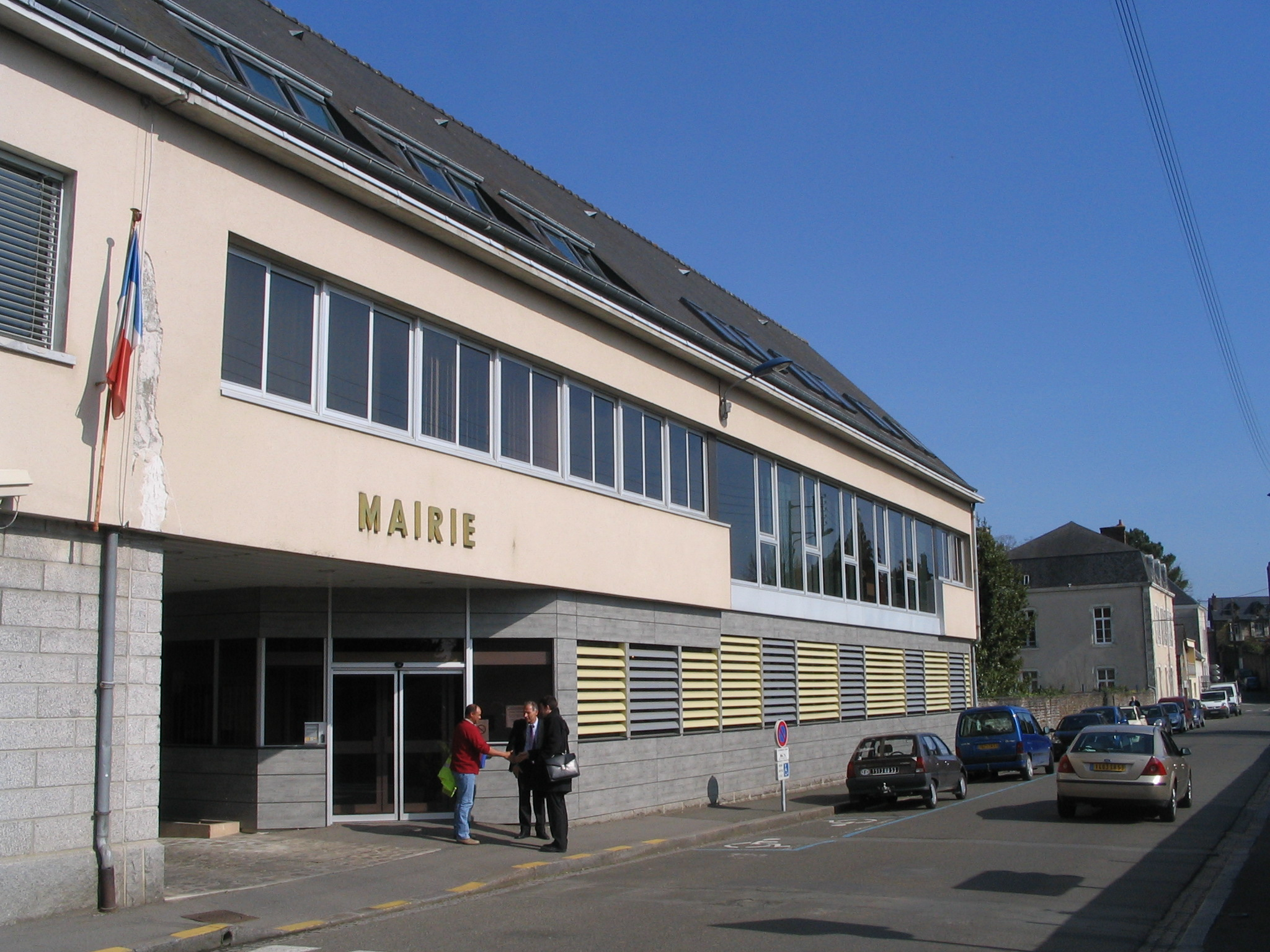
马耶讷市政厅

马耶讷的现任市长为让-皮埃尔·勒斯科尔内先生（Jean-Pierre Le Scornet），他是社会党的一名成员，在2020年的市政选举中获得了50.44%的支持率。
在2017年的法国总统大选中，法国第25任总统埃马纽埃尔·马克龙在马耶讷获得了75.67%的支持率。
| 马耶讷历届市长 |                      |                                    |
| 任期           | 市长                 | 党派                               |
| 1944年－1947年 | 夏尔·德鲁            | RAD激进党                          |
| 1947年－1974年 | 吕西安·德·蒙蒂尼     | MRP人民共和运动 →CDP进步与民主中心 |
| 1974年－2008年 | 克洛德·勒布朗        | PS社会党                           |
| 2008年－2020年 | 米歇尔·昂戈          | DVG左翼无党派人士 →LREM复兴        |
| 2020年－       | 让-皮埃尔·勒斯科尔内 | PS社会党                           |

## 人口
2018年，马耶讷市镇人口数量为12,874，在法国排名第759位。其中男性6,240人，女性6,601人，75岁及以上人口占10.7%，外籍人口数量为3,052人，人口密度为648人/平方公里，当地居民被称为（男性）或（女性）。2019年，马耶讷境内出生111人，死亡人口132人。
| 年份   | 1936  | 1946  | 1954  | 1962   | 1968   | 1975   | 1982   | 1990   | 1999   | 2006   | 2011   | 2016   | 2018   |
| ------ | ----- | ----- | ----- | ------ | ------ | ------ | ------ | ------ | ------ | ------ | ------ | ------ | ------ |
| 人口數 | 8,745 | 8,816 | 9,705 | 10,281 | 11,395 | 12,450 | 13,333 | 13,549 | 13,724 | 13,742 | 13,226 | 12,893 | 12,874 |

## 经济

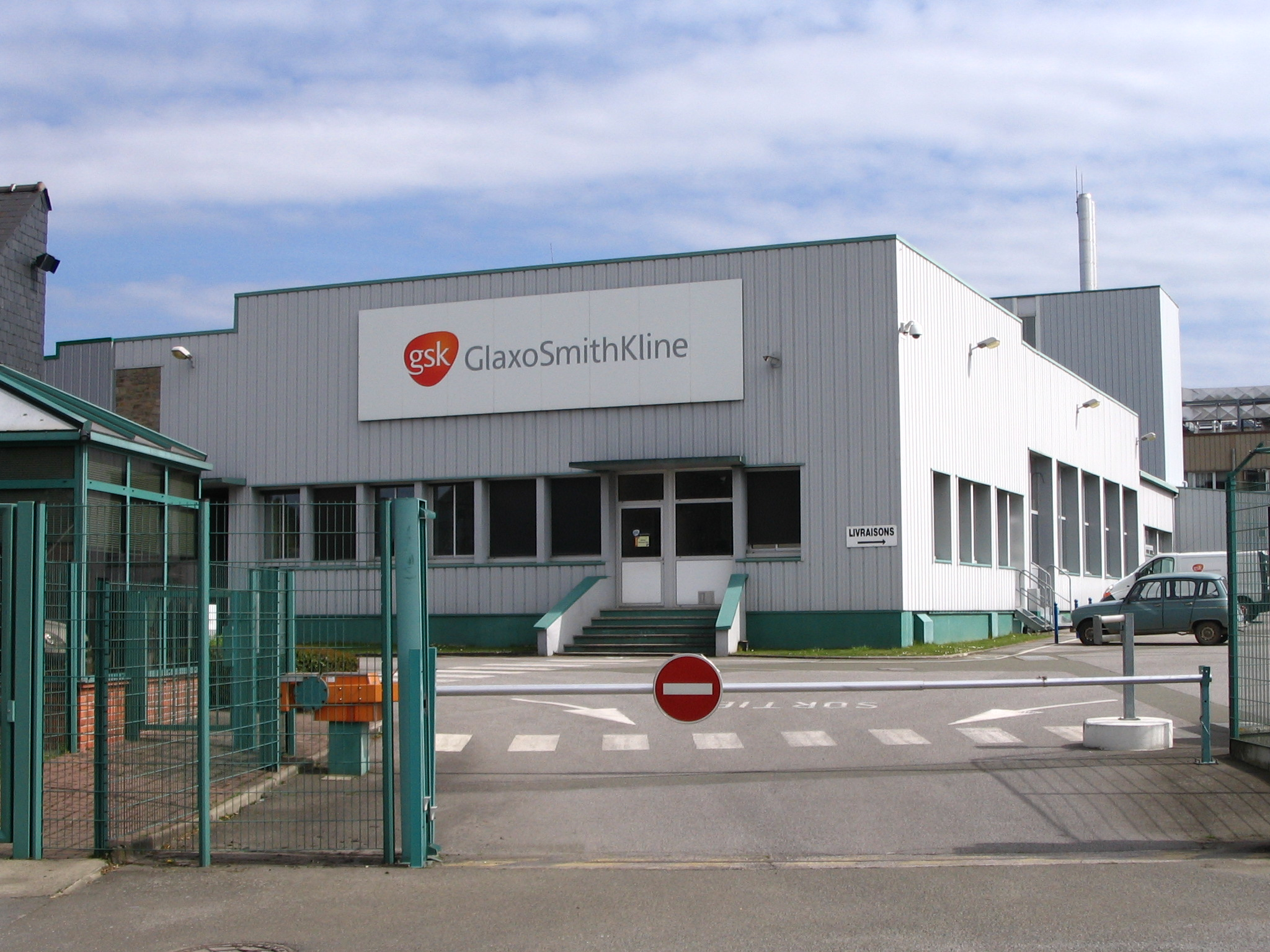
马耶讷的一处工厂

马耶讷是一个马耶讷省北部的中心城市，当地共有各类用人单位1,542家，平均历史为21年，其中96.74%为中小型企业（PME）。（奶制品生产）、（电子信息）及（农业器械销售）是当地2019年营业额最高的三个企业，分别为147,380,209欧元、92,619,131欧元和60,164,966欧元。

## 财政收入
2019年，马耶讷的财政收入总额为18,176,200欧元，财政支出总额为15,061,800欧元，当年的债务总额为7,996,200欧元。2020年，马耶讷共获得1,225,622欧元的国家财政补助，比上一年减少了0.03%。
2017年，马耶讷的人均月收入总额为1,995欧元，其中高级职员为3,790欧元，低于法国平均水平（4,214欧元）；中级职员为2,197欧元，低于法国平均水平（2,353欧元）；普通职员为1,567欧元，亦低于法国平均水平（1,690欧元）。
2017年，马耶讷境内的青壮年（15至64岁）失业率为12.2%，当地49%的家庭拥有纳税资格，平均纳税2,296欧元，低于法国平均水平（3,888欧元）。

## 社会事务

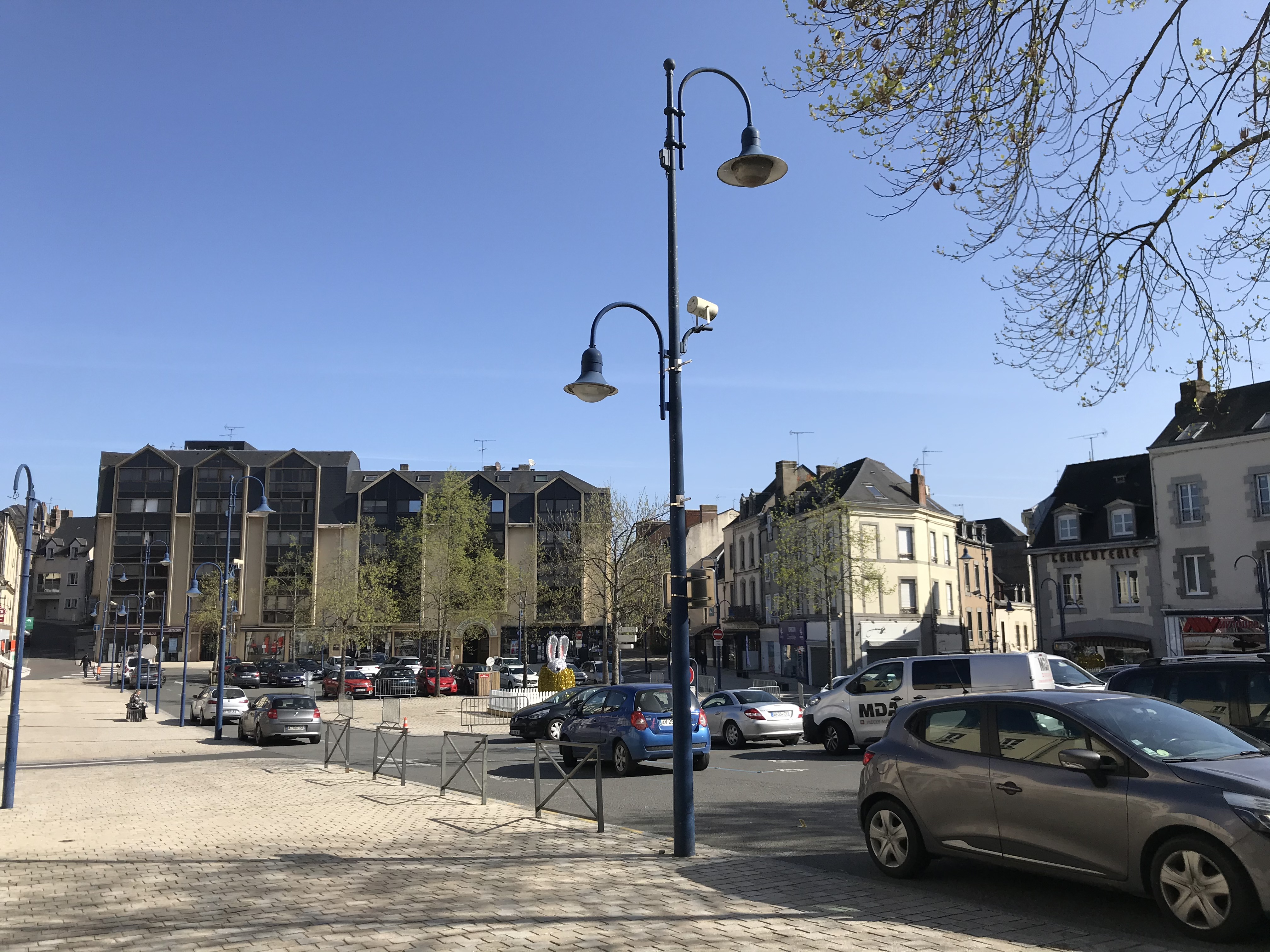
乔治·克莱蒙梭广场

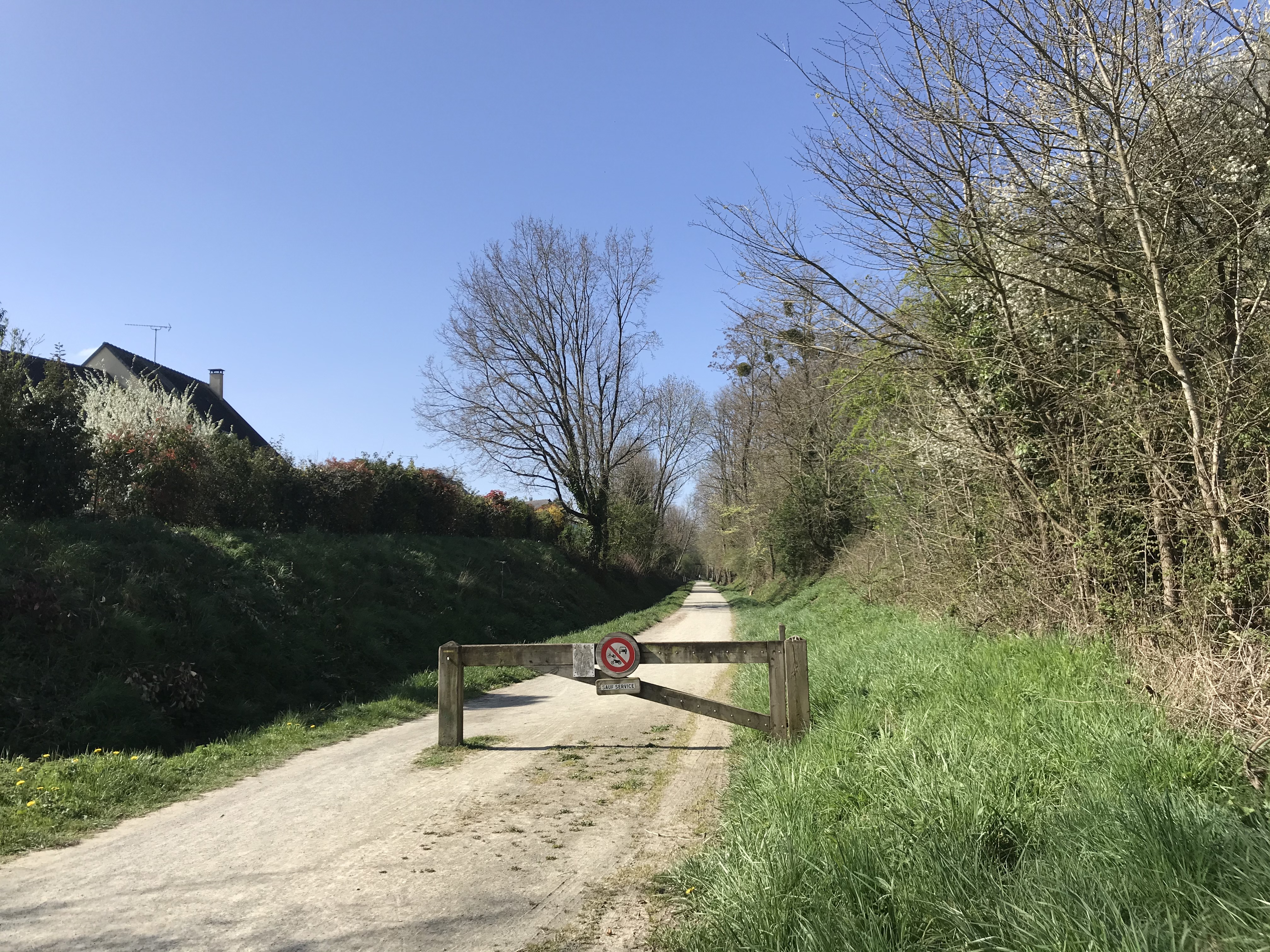
马耶讷绿道

### 教育
马耶讷属于南特学区。截止2019年1月1日，马耶讷境内共有4所幼儿园、7所小学、4所初级中学、2所普通高中、1所农业高中和2所职业高中。2018至2019学年度，马耶讷境内共有在校中等教育阶段学生2,382名。

### 医疗
截止2019年1月1日，马耶讷境内共有全科医生11名、保健师12名、牙医16名、护士19名、耳科医生1名、眼科医生2名、皮肤科医生2名、助产士3名和妇科医生1名。境内共有药房6家、养老院5家、残疾人帮扶中心2家。
马耶讷是“北部马耶讷省中心医院”（Centre Hospitalier du Nord-Mayenne）的服务范围，后者是法国的一个区域性医疗机构，其主病区位于马耶讷市区，设有床位446个，是当地规模最大的公立综合性医院。

### 住房
2017年，马耶讷境内共有各类住房7,321套，其中56.9%为独立式居民区，41.5%为集中式居民区。常住房屋占马耶讷市镇范围内居民建筑总量的88.4%。
在住房保障政策方面，2017年，马耶讷境内共有1,509户家庭获得了住房经济补助，受益人数占总人口数量的11.8%，其中1,469份为房租补助。

### 商业
2019年，马耶讷境内共有各类实体商铺309家，其中餐厅32家、大型超市9家、杂货店1家、面包房9家、肉铺8家、书店5家、装饰品店1家、银行门店9家、美容美发店23家、汽车维修店26家。市区南部建有开放式商业街区，市中心则有一家家乐福便民超市。

### 体育
2019年，马耶讷境内共有2家游泳池、4间体育馆、2座综合体育场、9处网球场、4处足球或橄榄球场以及5处篮球或排球场。原途径马耶讷的铁路线在废弃后被改造成为步行绿道。
马耶讷体育会足球俱乐部（Stade Mayennais F.C.）是当地的一支足球队，2020至2021赛季参加卢瓦尔河地区大区足球联赛。

### 环境
马耶讷的环境事务由其所属的公共社区负责。2019年，马耶讷境内共有5家污染企业。

### 治安
2019年，马耶讷市镇范围内共有1处派出所和1处宪兵队。
2014年，马耶讷及附近地区共发生各类案件2,150起，其中盗窃类案件1,247起，经济类案件287起，毒品交易类案件184起。

## 文化
2019年，马耶讷境内共有1家剧场、1家电影院、1家博物馆和1家音乐厅。马耶讷市政府提供多媒体中心，向公众全年开放。

### 建筑
马耶讷境内有多处法国国家文物保护单位，其中马耶讷城堡和奇迹圣母大教堂是当地的地标性建筑物，此外当地的大部分历史公共建筑建成于马扎然执政时期。

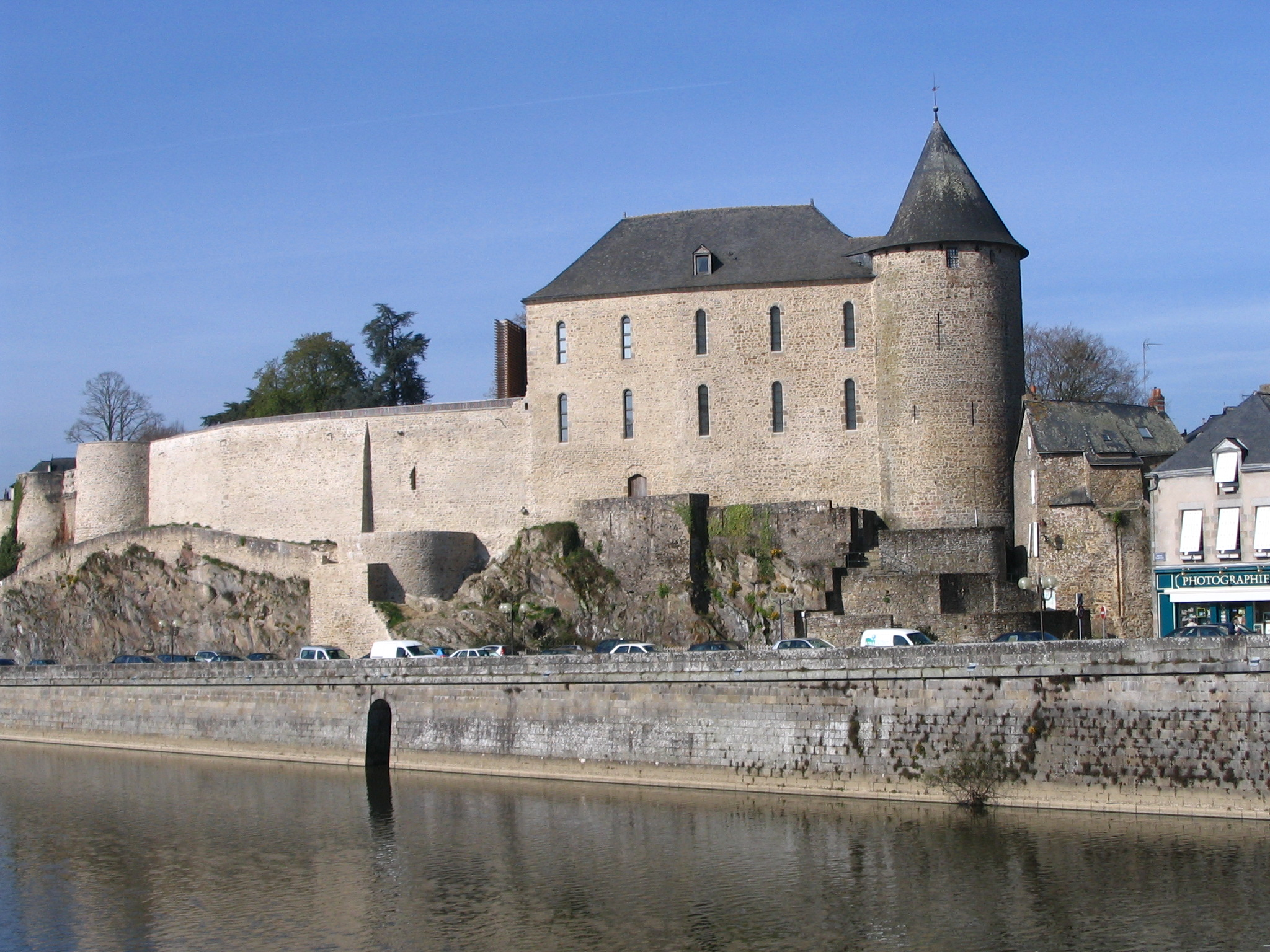
马耶讷城堡（法语：Château de Mayenne）
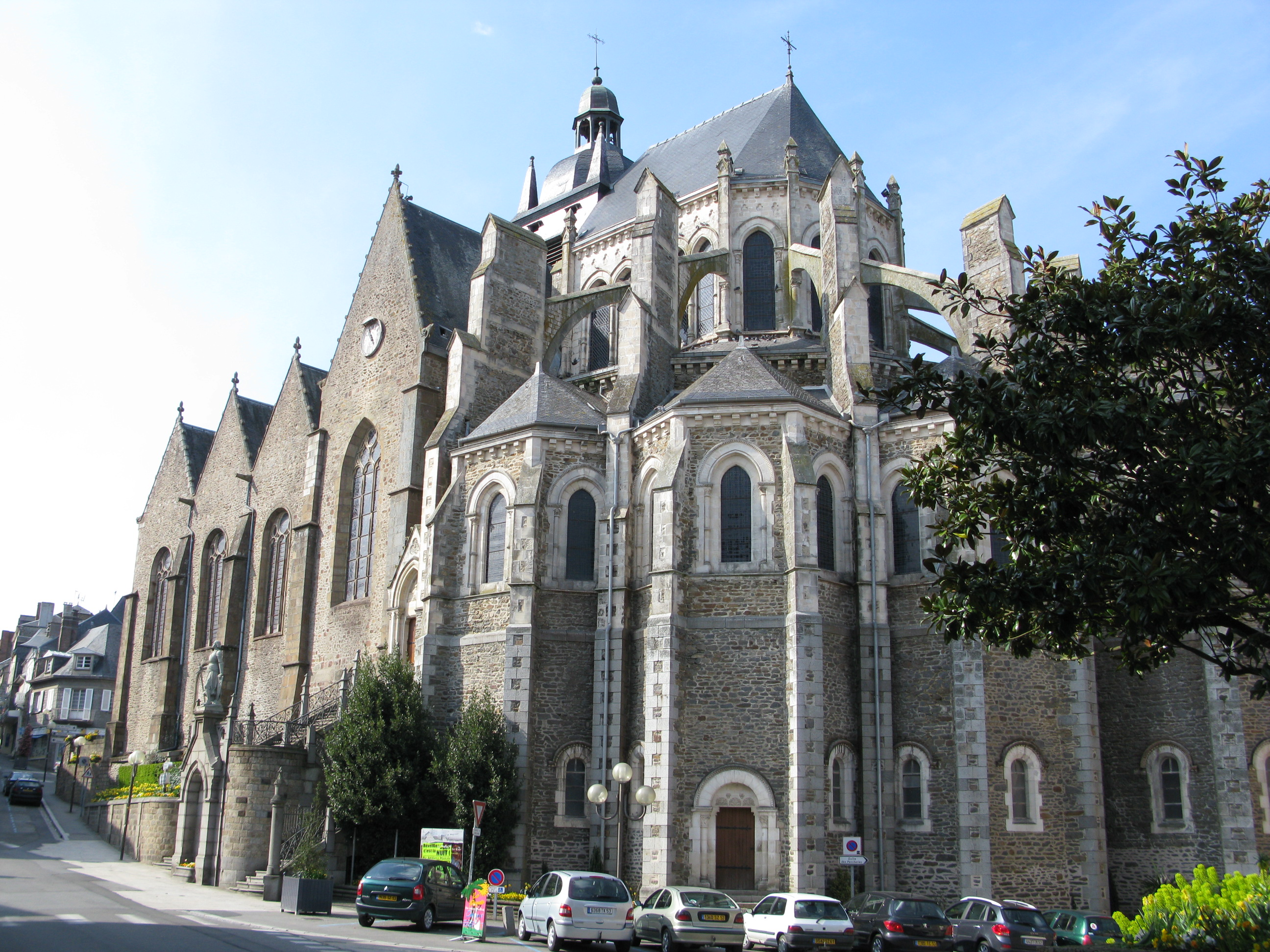
奇迹圣母大教堂（法语：Basilique Notre-Dame-des-Miracles de Mayenne）
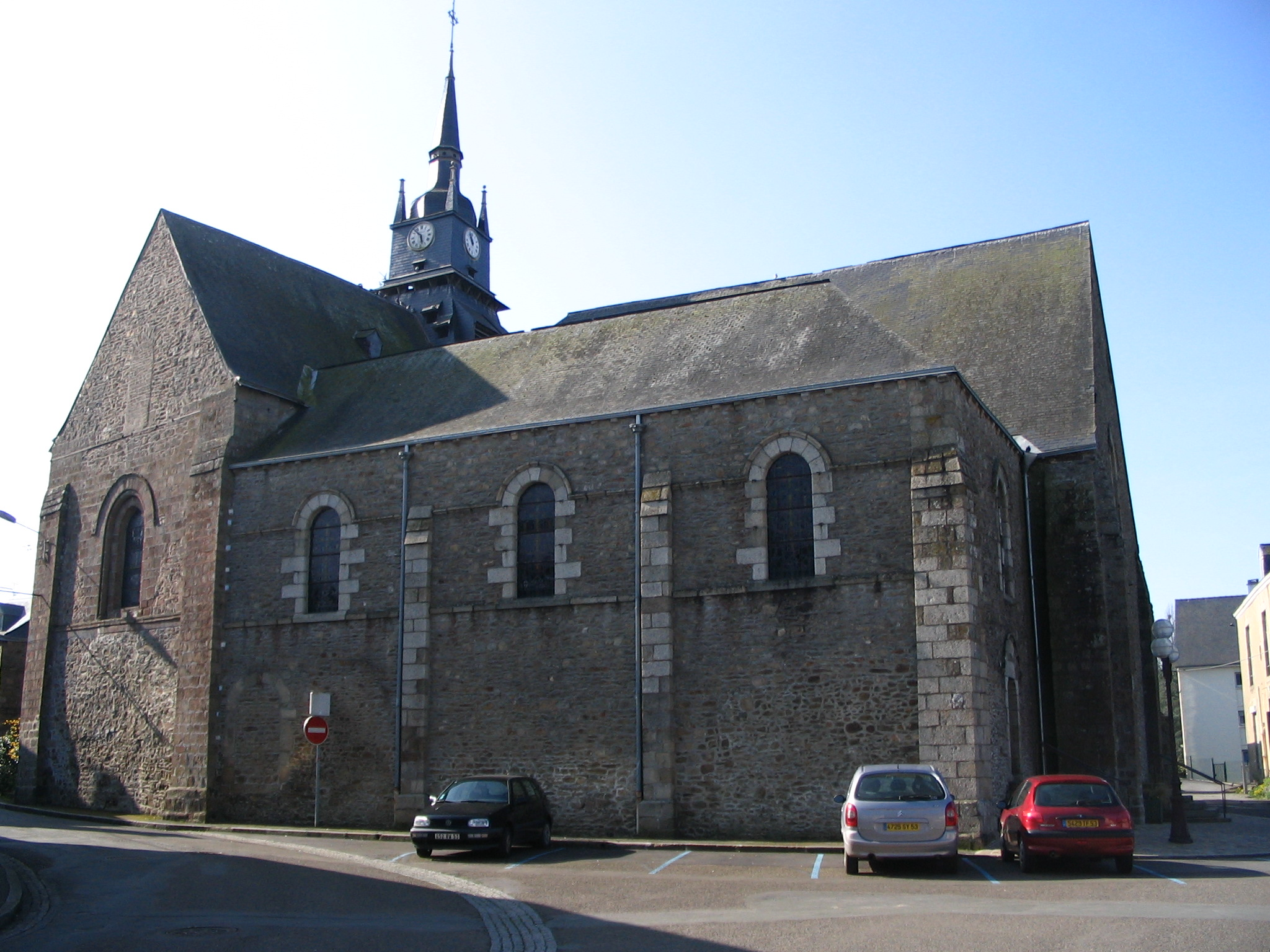
圣马丁教堂
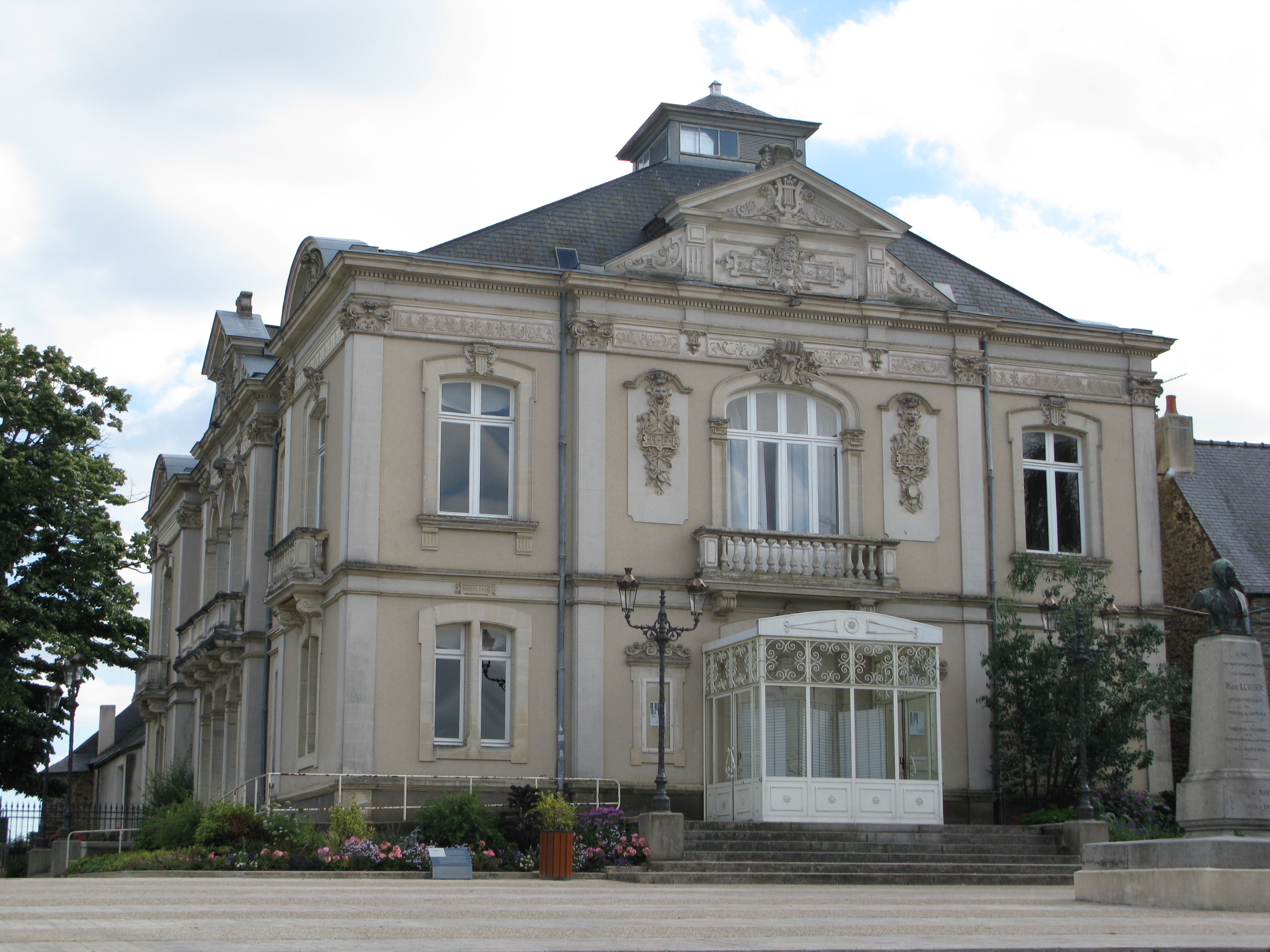
市政剧场
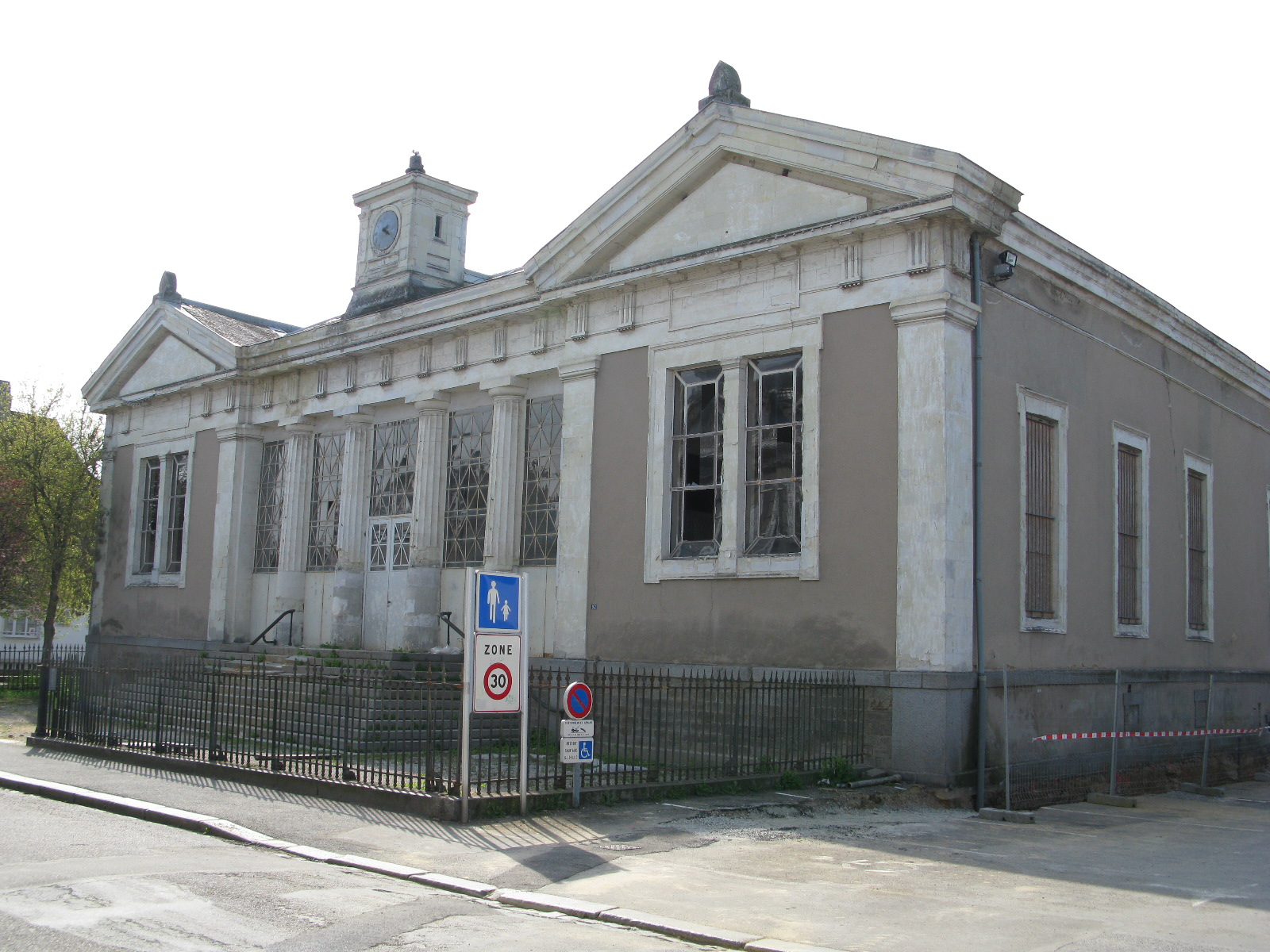
审判法院
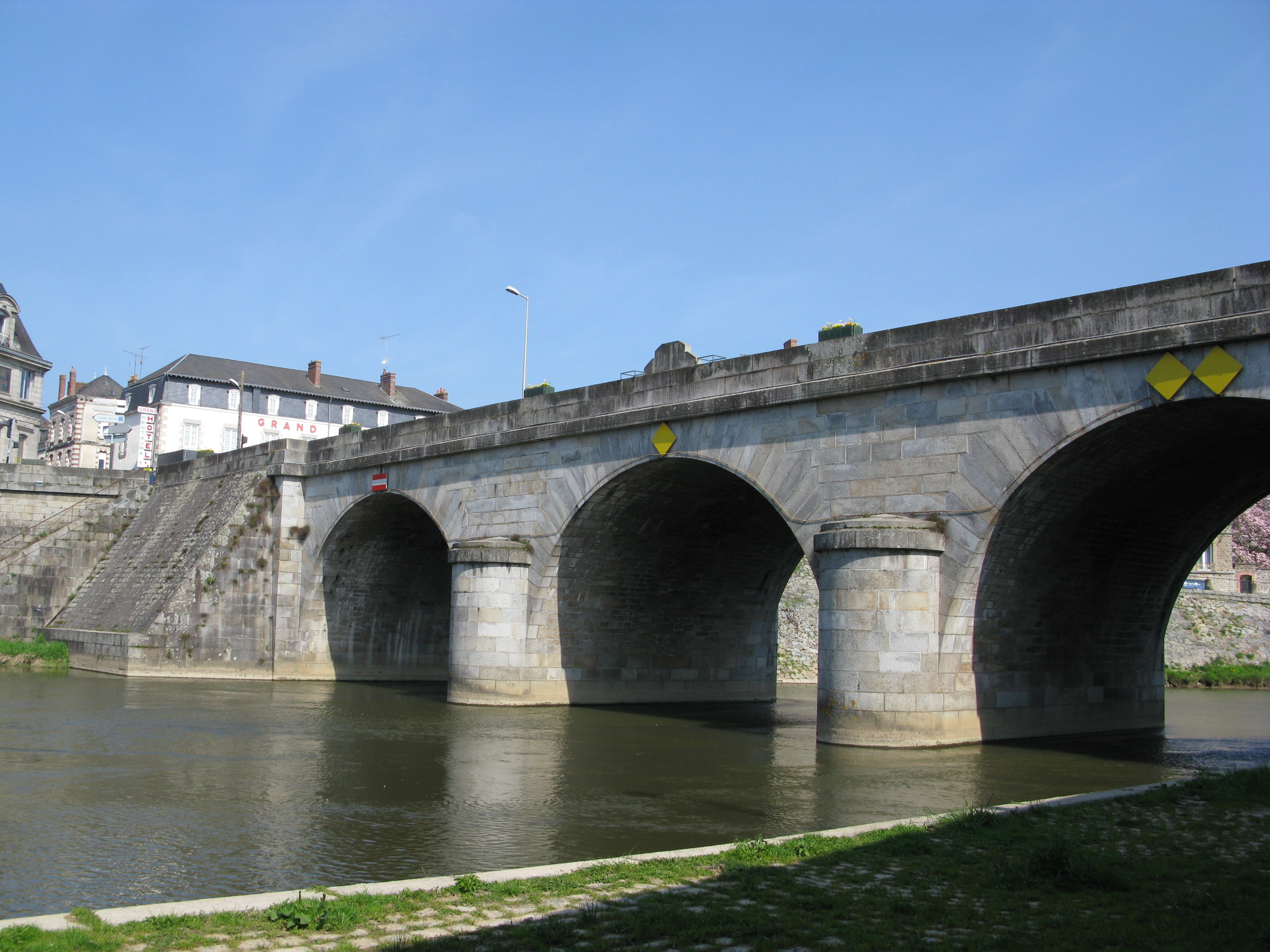
马克·拉肯桥

### 旅游
马耶讷的旅游事务由其所属的公共社区负责。2020年，马耶讷境内共有6家宾馆共计109间房间；另有1个露营地，可容纳共77辆露营车。

### 媒体
法国主要的媒体均可在马耶讷接收，法国电视三台下属的卢瓦尔河地区大区频道在部分时段播出马耶讷所属区域的地方新闻。

## 相关人物
法国宗教人物让-勒费夫尔·德舍沃吕斯、作家勒内·埃蒂昂布尔、地理学家德尼·勒塔耶及现任法国国家宪兵队总司令克里斯蒂安·罗德里盖兹出生于马耶讷。

## 友好城市
截至2021年4月，马耶讷共与三座城市互为友好城市关系：
- 德国 魏布林根
- 英格兰 迪韋齊斯
- 義大利 Jesi